# Dragon Ball Z: I leggendari super guerrieri
Dragon Ball Z: I leggendari super guerrieri (ドラゴンボールZ 伝説の超戦士たち?, Doragon Bōru Zetto Densetsu no Chô Senshi Tachi) è un gioco di combattimento a turni, basato sulla storia di Dragon Ball Z, distribuito per il Game Boy Color. È basato su duelli, che possono andare da 1 VS 1 a 2 VS 2. Nei duelli a ciascun giocatore è dato un mazzo di carte. Il mazzo di carte è costruito dallo stesso giocatore man mano che prosegue nella storia. 
Le carte si suddividono in: abilità speciali, attacco e oggetti di supporto. Le modalità di gioco sono quattro: avventura, scambio, multigiocatore e battaglia.

## Modalità di gioco
(Tagline del gioco)
- Modalità avventura

È possibile ripercorrere tutta la storia di Dragon Ball Z dall'incontro di Gohan con Piccolo fino alle saghe di Freezer, Cell e Majin Bu.
- Modalità battaglia

Permette di fare dei duelli distaccati dalla storia, nei quali è possibile trovare carte non trovabili nella modalità "storia". I duelli sono assegnati per ordine di forza; per esempio, se si sceglie Gogeta capiterà più spesso Bu come avversario e si avranno più possibilità di trovare una carta abilità di Bu o Gogeta.
- Modalità di scambio

È possibile scambiare le proprie carte con quelle di un amico.
- Modalità multigiocatore

È possibile sfidare a duello un amico.

## Personaggi
- Personaggi giocabili

### Buoni
1. Gohan ragazzo (base, Super Sayan, Super Sayan 2)
2. Piccolo (base, fusione con Dio, Re del Male)
3. Crilin
4. Goku (base, Super Sayan, Super Sayan 2, Super Sayan 3)
5. Vegeta (base, Super Sayan, Majin)
6. Gohan adulto (Super Sayan, Super Sayan 2, Supremo)
7. Trunks del futuro (base, Super Sayan)
8. Goten (base, Super Sayan)
9. Trunks bambino (base, Super Sayan)
10. Gotenks (Super Sayan, Super Sayan 3)
11. Vegeth (Super Sayan)

### Cattivi
1. Nappa
2. Guldo
3. Rikoom
4. Jeeth
5. Butter
6. Ginew (base, corpo di Goku)
7. Freezer
8. Androide N°19
9. Androide N°18
10. Androide N°17
11. Androide N°16
12. Dr. Gelo
13. Cell (base, 2ª forma, perfetto)
14. Cell Jr.
15. Majin Bu
16. Super Bu (base, Gotenks assorbito, Gohan assorbito, Kid Bu)
17. Sconosciuto
18. Sconosciuto
19. Sconosciuto

Gli ultimi tre slot sarebbero dovuti servire per le "trasformazioni" di Super Bu, tuttavia i programmatori ritennero più opportuno ridurre il numero di personaggi giocabili dando ad un solo personaggio (Super Bu) la possibilità di assumere diverse forme. Gli slot non vennero comunque eliminati, probabilmente per mancanza oggettiva di tempo o per motivi "estetici" (l'assenza di tre slot avrebbe influito graficamente sulla modalità di visualizzazione della lista di personaggi).
- Personaggi di supporto

1. Radish (cutscene d'apertura)
2. Bulma
3. Chichi
4. Yamcha
5. Jiaozi
6. Tenshinhan
7. Yajirobai
8. Re Kaioh
9. Dende
10. Stregone del Toro
11. Shenron (solo cutscenes)
12. Polunga (solo cutscenes)
13. Mr. Satan
14. Videl
15. Cronista del Torneo Tenkaichi
16. Yamu
17. Spopovitch
18. Kaiohshin
19. Kibith
20. Babidy
21. Darbula
22. Pui Pui
23. Yakon

## Scenari
- Area desertica
- Area Rocciosa
- Pianeta Namecc
- Stagno di Namecc
- Pianeta Namecc in distruzione
- Strada Montana
- Isole
- Stanza dello spirito e del tempo
- Gioco di Cell
- Città distrutta
- Torneo Mondiale
- Mondo Kaiohshin

## Errori
- Nella versione italiana c'è un errore di traduzione, poiché Vegeth è stato erroneamente tradotto come Gogeta.
- Nella versione italiana c'è un errore di traduzione. Se si sceglie il mazzo RAGGIO, quando si devono trovare le sette Sfere del Drago con Crilin, mentre Goku sta combattendo con Ginew in alto a sinistra (capitolo 8) dentro una navicella c'è una carta: Finta ma il gioco ti dirà al giocatore che ha trovato Lettura Ki.
- Nella versione italiana c'è un errore di traduzione, il personaggio Rikoom viene chiamato Likoom.